# World Robot Olympiad
World Robot Olympiad(以下WROと記す、ワールドロボットオリンピアード) は、世界の若者を対象としたロボット競技の一つである。この大会では、LEGO EducationのLego Mindstorms を使用する。初めての大会は2004年にシンガポールで開かれ、2019年には83カ国、28,000チームもの参加者がいる。

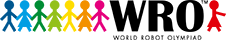
WRO ロゴ

## 概要
この大会は、ROBO MISSION、FUTURE INNOVATORS、ROBO SPORTS、FUTURE ENGINEERSの4つのカテゴリーからなっている。そして、ROBO MISSIONとFUTURE INNOVATORSについては、小学生部門、中学生部門、高校生部門の三部門がある。

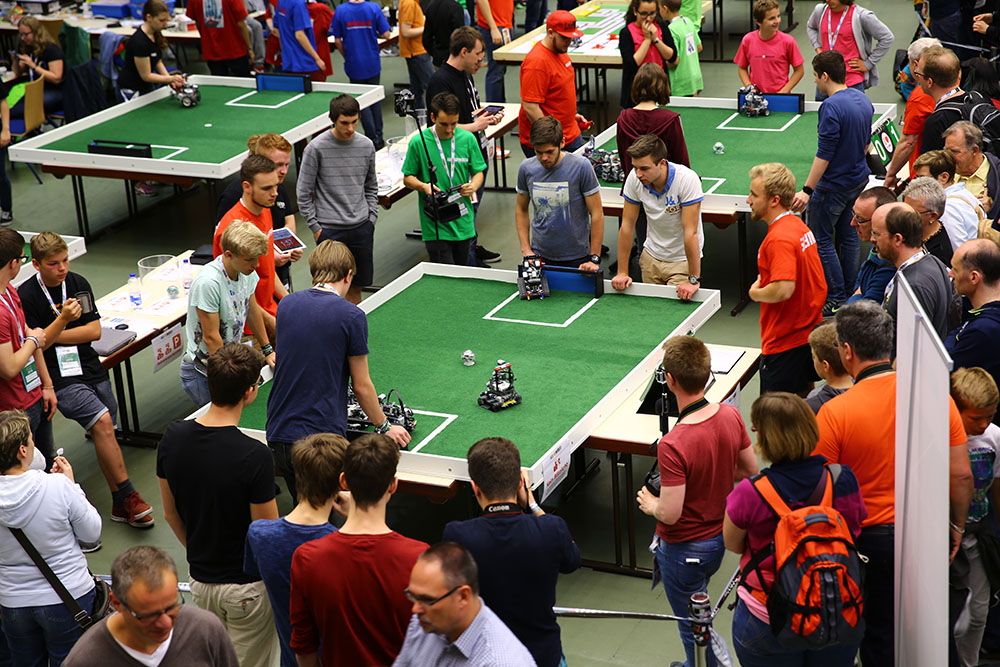
競技の様子

日本から世界大会に出場するにはカテゴリーによって方法が違う。
ROBO MISSION・ROBO SPORTSの場合は地区予選大会に出場し、Japan決勝大会への出場権を勝ち取る。そして、Japan決勝大会で優秀な成績を残すことができれば代表チームとしてWRO国際大会へと出場できる。
FUTURE INNOVATORSの場合は、レポートと動画をWRO Japanに提出し審査を突破すればJapan決勝大会へと出場できる。そして、優秀な成績を残した場合、WRO国際大会へと出場できる。
FUTURE ENGINEERSの場合は内容が難しく現在チーム数が少ないため、最初からJapan決勝大会である。そして、優秀な成績を残すとWRO国際大会に出場できる。
13歳未満の参加者は小学生とみなされ、13歳から16歳までの参加者は中学生とみなされ、17歳から19歳の参加者は高校生とみなされる。参加者は自分の年齢層外でも競技することができるが、参戦する年齢層の年齢より若くなければならず、その年齢層の誰かと提携する必要がある。一例をあげると、12歳の参加者は、14歳から16歳までの人と組んでいる場合のみ、中学生のサブカテゴリに参加できる。

## WROとは
WRO® （World Robot Olympiad) は自律型ロボットによる国際的なロボットコンテスト。2023年現在、85以上の国と地域が参加。世界中の子どもたちが各々ロボットを製作し、プログラムにより自動制御する技術を競うコンテストで、市販ロボットキットを利用することで、参加しやすく、科学技術を身近に体験できる場を提供するとともに、国際交流も行われる。
NPO法人WRO Japanは、WRO®ナショナルオーガナイザーとして他国ナショナルオーガナイザーとともに国際大会の運営や継続的発展に協力し、国内では、国内決勝大会を開催している。

## 歴史
2004年にシンガポールで開催され、以後、毎年開催される。2008年には横浜で開催された。
日本では科学技術館、株式会社アフレル、神奈川工科大学の連携により実行委員会が立ち上げられ、2004年当初から国際大会に参加、国内大会を開催している。2008年日本での国際大会開催に合わせてNPO法人を立ち上げ、各社団体の協力により運営されている。2024年は開催20周年を記念して、シンガポールで2回目の国際大会が行われる予定である。

## 過去の開催地

### 国際大会
| 開催年 | 開催国       | 開催地           | 会場                                       | テーマ                                  | 主催者                                               | 開催日          |
| ------ | ------------ | ---------------- | ------------------------------------------ | --------------------------------------- | ---------------------------------------------------- | --------------- |
| 2004   | シンガポール | シンガポール     | ダウンタウン イースト パシル リス          | Robots in Sports                        | Science Centre                                       | 2004/5~7        |
| 2005   | タイ         | バンコク         | 教育科学センター                           | Sensitive robots                        | Gammaco                                              | 2005/4~7        |
| 2006   | 中国         | 南寧             |                                            | Humanoid                                | Semia                                                | 2006/11/16~18   |
| 2007   | 台湾         | 台北             | 台湾大学スポーツセンター                   | Robot for Rescue                        |                                                      | 2007/11/16~18   |
| 2008   | 日本         | 横浜             | パシフィコ横浜                             | Saving the Global Environment           | Afrel, WRO Japan                                     | 2008/10/31~11/2 |
| 2009   | 韓国         | 浦項             | ポステック                                 | Artistic Robots                         |                                                      | 2009/11/6~9     |
| 2010   | フィリピン   | マニラ           | SMXコンベンションセンター                  | Robots promote tourism                  | Felta Multimedia                                     | 2010/11/5~7     |
| 2011   | UAE          | アブダビ         | アブダビ国立展示センター                   | Robots for life improvement             | Abu Dhabi Education Council ADEC                     | 2011/11/18~20   |
| 2012   | マレーシア   | クアラルンプール | サンウェイピラミッドコンベンションセンター | Robot Connecting People                 | Sasbadi Sdn Bhd                                      | 2012/11/9~11    |
| 2013   | インドネシア | ジャカルタ       | エココンベンションホール                   | World Heritage                          | Mikroskil/Mikrobot                                   | 2013/11/15~17   |
| 2014   | ロシア       | ソチ             | ソチメインメディアセンター                 | Robots And Space                        | Association of Children's Goods Industry Enterprises | 2014/11/21~23   |
| 2015   | カタール     | ドーハ           | アル・シャカブ                             | Robot Explorers                         |                                                      | 2015/11/6~8     |
| 2016   | インド       | ニューデリー     | インドエキスポセンター                     | Rap the Scrap                           | India STEM Foundation                                | 2016/11/25~27   |
| 2017   | コスタリカ   | サンホセ         | ビバ公園                                   | Sustainabots: Robots for sustainability | Aprender Haciendo S.A                                | 2017/11/10~12   |
| 2018   | タイ         | チェンマイ       |                                            | Food Matters                            |                                                      | 2018/11/16~18   |
| 2019   | ハンガリー   | ジェール         | オリンピックスポーツパーク                 | Climate Squad                           |                                                      | 2019/11/8~10    |
| 2020   | カナダ       | モントリオール   |                                            |                                         |                                                      | 中止            |
| 2021   | オンライン   | オンライン       |                                            |                                         |                                                      | 2021/11/18~21   |
| 2022   | ドイツ       | ドルトムント     | ヴェストファーレンハレン                   | My Robot My Friend                      | TECHNIK BEGEISTERT e.V.                              | 2022/11/17~19   |
| 2023   | パナマ       | パナマ市         | パナマコンベンションセンター               | Connecting the world                    | Fundesteam                                           | 2023/11/7~9     |
| 2024   | トルコ       | イズミル         | フアル・イズミル                           | Earth Allies                            | Bilim Kahramanları Derneği                           | 2024/11/28~30   |
| 2025   | シンガポール | シンガポール     | サンズ・エキスポ&コンベンション・センター  | Future of Robots                        | Space Faculty                                        | 2025/11/26~28   |

### 日本国内決勝大会
| 開催年 | 開催地                  | 会場                                                                  | 開催日                           |
| ------ | ----------------------- | --------------------------------------------------------------------- | -------------------------------- |
| 2004   | 東京都千代田区          | 科学技術館                                                            | 2004/9/26                        |
| 2005   | 東京都千代田区          | 科学技術館                                                            | 2005/10/1 2005/10/2              |
| 2006   | 東京都千代田区          | 科学技術館                                                            | 2006/10/1                        |
| 2007   | 東京都千代田区          | 科学技術館                                                            | 2007/9/9                         |
| 2008   | 神奈川県横浜市          | パシフィコ横浜                                                        | 2008/8/31                        |
| 2009   | 東京都江東区            | 科学技術館                                                            | 2009/8/23                        |
| 2010   | 東京都江東区            | BumB東京スポーツ文化館                                                | 2010/9/12                        |
| 2011   | 東京都江東区            | BumB東京スポーツ文化館                                                | 2011/9/18                        |
| 2012   | 東京都江東区            | BumB東京スポーツ文化館 玉川学園サイテックセンター                     | 2012/8/6 2012/9/23               |
| 2013   | 東京都江東区            | BumB東京スポーツ文化館                                                | 2013/9/8                         |
| 2014   | 神奈川県厚木市          | 神奈川工科大学                                                        | 2014/9/21                        |
| 2015   | 東京都江東区            | BumB東京スポーツ文化館                                                | 2015/9/20                        |
| 2016   | 東京都江東区            | BumB東京スポーツ文化館                                                | 2016/9/18                        |
| 2017   | 東京都江東区            | BumB東京スポーツ文化館                                                | 2017/9/17                        |
| 2018   | 石川県金沢市            | 医王山スポーツセンター                                                | 2018/9/9                         |
| 2019   | 兵庫県西宮市            | 関西学院大学西宮上ヶ原キャンパス                                      | 2019/8/25                        |
| 2020   | on the web              | オンライン                                                            | 2020/12/5 2020/12/12 2020/12/13  |
| 2021   | 東京改めオンライン      | オンライン クラーク記念国際高等学校 CLARK NEXT Tokyo                  | 2021/8/28 2021/9/2・3 2021/10/10 |
| 2022   | 静岡県浜松市            | 浜松アリーナ                                                          | 2022/8/28                        |
| 2023   | 東京都港区              | 東京都立産業貿易センター浜松町館                                      | 2023/8/26 2023/8/27              |
| 2024   | 富山県富山市 オンライン | 富山市総合体育館 オンライン(RoboMissonミドル競技のみ)                 | 2024/8/24 2025/8/25 2025/12/8    |
| 2025   | 東京都港区 オンライン   | 東京都立産業貿易センター浜松町館 オンライン(RoboMissonミドル競技のみ) | 2025/8/23 2025/8/24 2025/12/7    |

## 公認地区予選会

### RoboMisson
北海道地区
- 札幌予選会

東北地区
- 秋田中央予選会
- 秋田予選会
- 宮城予選会
- 山形予選会

関東地区
- 群馬予選会
- 栃木予選会
- 千葉予選会
- 東京小中予選会(RoboSports東京予選会)
- 東京高校生予選会
- 電子ロボと遊ぶアイデアコンテスト（神奈川予選会）

中部地区
- 新潟予選会
- 長野予選会
- 富山県予選会
- 石川予選会
- 福井予選会
- 岐阜予選会
- 沼津地区予選会
- 浜松 予選会
- 静岡県裾野地区予選会
- 中部大学学長杯争奪ＬＥＧＯロボットコンテスト（東海予選会）
- 愛知予選会

関西地区
- 京都予選会
- 大阪中央予選会
- 大阪北予選会
- 奈良予選会
- 和歌山予選会
- 兵庫予選会

中国・四国地区予選会
- 中四国予選会
- 中国予選会
- ロボットプログラミング体験会 in 鳥取（鳥取予選会）

九州地区
- 福岡予選会
- 熊本予選会
- 南九州予選会

沖縄地区
- 沖縄予選会

### RoboSports
- 東京予選会(RoboMisson東京小中予選会)

- 兵庫予選会(RoboMisson兵庫予選会)

- 奈良予選会(RoboMisson奈良予選会)

## 参加国
| 国名                       | 全国主催者                                                                                  | 国際決勝大会初参加年 | 備考                                                           |
| -------------------------- | ------------------------------------------------------------------------------------------- | -------------------- | -------------------------------------------------------------- |
| アルゼンチン               | Fundación Innovar / Fundesteam                                                              | 2023                 |                                                                |
| アルメニア                 | Ayb Educational Foundation                                                                  | 2014                 |                                                                |
| オーストラリア             | RoboCup Junior Australia                                                                    | 2011                 |                                                                |
| バングラデシュ             | Bangladesh Open Source Network                                                              | 2020                 |                                                                |
| バーレーン                 | https://www.amais.edu.bh/                                                                   | 2011                 |                                                                |
| ベラルーシ                 | School of Robotics                                                                          | 2014                 |                                                                |
| ボリビア                   | Centro de Tecnologia Aplicada                                                               | 2009                 |                                                                |
| ボスニア・ヘルツェゴヴィナ | Univerzitet u Zenici                                                                        | 2020                 |                                                                |
| ブラジル                   | AMEducação                                                                                  | 2014                 |                                                                |
| ブルネイ                   | STEP Centre, Ministry of Education                                                          | 2012                 |                                                                |
| カナダ                     | Robotique Zone 01 Robotics                                                                  | 2014                 |                                                                |
| チリ                       | Fundacion Redes Creativas                                                                   | 2019                 |                                                                |
| 中国                       | Semia                                                                                       | 2004                 |                                                                |
| 台湾                       | ESUN Robot Association in Taiwan                                                            | 2004                 |                                                                |
| コスタリカ                 | Aprender Haciendo Costa Rica S.A.                                                           | 2009                 |                                                                |
| クロアチア                 | HROBOS                                                                                      | 2019                 |                                                                |
| デンマーク                 | Dept. of Computer Science at Aarhus University/DITEK                                        | 2006                 |                                                                |
| エジプト                   | Searag                                                                                      | 2007                 |                                                                |
| ドイツ                     | Technik Begeistert e.V.                                                                     | 2009                 |                                                                |
| ガーナ                     | Ghana Robotics Academy Foundation                                                           | 2012                 |                                                                |
| ギリシャ                   | Knowledge Research SA                                                                       | 2009                 |                                                                |
| ハンガリー                 | Edutus College                                                                              | 2015                 |                                                                |
| ホンジュラス               | Honduras STEM Foundation                                                                    | 2017                 |                                                                |
| 香港                       | Semia                                                                                       | 2004                 |                                                                |
| インド                     | India STEM Foundation (ISF)                                                                 | 2004                 |                                                                |
| インドネシア               | Mikroskil/Mikrobot                                                                          | 2004                 |                                                                |
| イラン                     | Global Brand Toys                                                                           | 2006                 |                                                                |
| 日本                       | NPO法人WRO Japan                                                                            | 2004                 |                                                                |
| カザフスタン               | AEO "Nazarbayev Intellectual Schools" in partnership with Ministry of Education and Science | 2014                 |                                                                |
| クウェート                 | MILSET Regional office for Asia                                                             | 2011                 |                                                                |
| レバノン                   | MindPower STEM consultancy                                                                  | 2009                 |                                                                |
| マレーシア                 | Sasbadi                                                                                     | 2004                 |                                                                |
| メキシコ                   | Fundación Care and Share for Education, A.C./Edacom                                         | 2012                 |                                                                |
| モンゴル                   | MIND STORM                                                                                  | 2011                 |                                                                |
| ネパール                   | STEM Foundation Nepal                                                                       | 2018                 |                                                                |
| オランダ                   | オランダWRO協会                                                                             | 2018                 |                                                                |
| ニュージーランド           | NZCILAB                                                                                     | 2022                 |                                                                |
| ニカラグア                 | COMTECH                                                                                     | 2017                 |                                                                |
| ナイジェリア               | ARC Lights Limited                                                                          | 2011                 |                                                                |
| ノルウェー                 | FIRST Scandinavia                                                                           | 2006                 |                                                                |
| オマーン                   | Edutech Middle East                                                                         | 2010                 |                                                                |
| パレスチナ                 |                                                                                             | 2015                 |                                                                |
| パナマ                     | Fundesteam                                                                                  | 2015                 |                                                                |
| ペルー                     | IEP W. von Braun SRL                                                                        | 2009                 |                                                                |
| フィリピン                 | Felta Multimedia                                                                            | 2004                 |                                                                |
| カタール                   | College of the North Atlantic                                                               | 2007                 |                                                                |
| ルーマニア                 | Knowledge Research                                                                          | 2013                 |                                                                |
| ロシア                     | Innopolis University                                                                        | 2004                 | ウクライナ侵攻を受けて2022年度から国際大会への出場を禁止された |
| サウジアラビア             | Royal Commission Robot Club                                                                 | 2008                 |                                                                |
| 南アフリカ                 | Hands on Technologies                                                                       | 2009                 |                                                                |
| 韓国                       | アドバンスラーニング株式会社                                                                | 2004                 |                                                                |
| シンガポール               | Space Faculty                                                                               | 2004                 |                                                                |
| スペイン                   | Fundació educaBOT                                                                           | 2013                 |                                                                |
| スリランカ                 |                                                                                             | 2004                 |                                                                |
| スウェーデン               | FIRST Scandinavia                                                                           | 2007                 |                                                                |
| スイス                     | IngCH – Engineers Shape Our Future                                                          | 2013                 |                                                                |
| シリア                     | Syrian Computer Society SCS                                                                 | 2011                 |                                                                |
| タイ                       | Gammaco                                                                                     | 2004                 |                                                                |
| チュニジア                 | IEEE Tunisia section                                                                        | 2014                 |                                                                |
| トルコ                     | Bilim Kahramanları Derneği                                                                  | 2015                 |                                                                |
| ウクライナ                 | Prolego                                                                                     | 2009                 |                                                                |
| アラブ首長国連邦           | Abu Dhabi Education Council                                                                 | 2006                 |                                                                |
| アメリカ                   | US Engineering League                                                                       | 2014                 |                                                                |
| ベトナム                   |                                                                                             | 2013                 |                                                                |

## 部門と競技の年齢

### ROBOMISSON・FUTEREINNOVETERS
| 8~12歳         | 11~15歳  | 14~19歳 |
| -------------- | -------- | ------- |
| エレメンタリー | ジュニア | シニア  |

### ROBOSPORTS
11歳~19歳

### FUTER ENGINERS
16歳~19歳

## 競技

### ROBOMISSON
テーマに基づいた特定のミッションを完了できるロボットを作成しミッションを遂行する。
- ロボットのサイズ:25 × 25 × 25 cm (9.8 × 9.8 × 9.8 インチ)
- 制限時間:2分以内に自律的にミッションを完了する必要がある。
- 審査方法:チームはスコアで審査される。2 チームのスコアが同じ場合は、最も近いミリ秒までの時間で審査される。
- 部門:エレメンタリー(8 ～ 12 歳)、ジュニア (11 ～ 15 歳)、シニア (14 ～ 19 歳)。
- 競技:エキスパート競技、ミドル競技(日本限定)

### FUTER INNOVETERS
プロジェクトベースのコンテスト。
- 参加者は、シーズンの現在のテーマに関連した独自のインテリジェントロボットソリューションを作成する。
- チームは、コンテスト当日に審査員団にプロジェクトとロボットモデルを発表する。
- ブースサイズ:チームは競技当日に 2 m x 2 m x 2 m のブースでアイデアを発表します。
- 部門:エレメンタリー(8 ～ 12 歳)、ジュニア (11 ～ 15 歳)、シニア (14 ～ 19 歳)。

### RoboSports
2つのチームがそれぞれ2台の自律型ロボットをフィールド上に配置してスポーツ ゲームを行う
- 年齢: 11〜19
- チーム規模:コーチの指導を受ける 2〜3 人
- ロボットのサイズ: 最大 20 x 20 x 20 cm

### FUTER Engineers
AIと自動運転
- 年齢: 14〜22歳
- ロボットのサイズ:最大30 x 20 x 30cm

## 昔の競技

### Foot Ball
ハードウェア: WRO フットボールに参加するには、チームは 2 台のロボットが必要。ロボットの組み立てに使用するコントローラー、モーター、センサーは、LEGO MINDSTORMS セット (NXT または EV3) のものである必要がある。ロボットの残りの部分の構築には、LEGO ブランドの要素のみを使用できる。さらに、チームは HiTechnic 赤外線ボールを必要とし、HiTechnic 赤外線センサーとコンパス センサーを使用できる。
ソフトウェア: LEGO RoboLab、NXT、EV3 ソフトウェアのみが許可される。
ロボットの最大サイズ:各ロボットは、直径 22 cm、高さ 22 cm、重量が 1 kg を超えてはならない。
チーム:チームはコーチ 1 名とチーム メンバー 2 名または 3 名で構成される。

### アドバンス・ロボティクス・チャレンジ
年齢層は1つ： 17～25歳。
ハードウェア:ロボットは、MATRIX および TETRIX 構築システムのみを使用して構築する必要がある。センサー、バッテリー、電気モーター、サーボの使用やブランドに関する制限はない。
ロボットの最大サイズ: 45 cm x 45 cm x 45 cm。
チーム:チームはコーチ 1 名とチーム メンバー 2 名または 3 名で構成される。

### レギュラーカテゴリ
現在のRoboMisson

### オープンカテゴリ
現在のFUTER INNOVETERS